# 완비 범주
범주론에서 완비 범주(完備範疇, 영어: complete category)는 집합 크기의 모든 극한들을 갖는 범주이다.

## 정의
범주 {\displaystyle {\mathcal {C}}}에 대하여 다음 두 조건이 서로 동치이며, 이를 만족시키는 범주를 완비 범주라고 한다.
- (작은 극한의 존재) 임의의 작은 범주 {\displaystyle {\mathcal {J}}} 및 함자 {\displaystyle F\colon {\mathcal {J}}\to {\mathcal {C}}}에 대하여, {\displaystyle F}는 극한 {\displaystyle \varprojlim F}를 갖는다.
- 다음 두 조건이 성립한다.
  - (동등자의 존재) 임의의 두 사상 {\displaystyle f,g\colon X\to Y}에 대하여, 동등자 {\displaystyle \operatorname {Eq} \{f,g\}}가 존재한다.
  - (작은 곱의 존재) 임의의 {\displaystyle {\mathcal {C}}}의 대상들의 집합 {\displaystyle S\subseteq {\mathcal {C}}}에 대하여, 곱 {\displaystyle \prod S}가 존재한다.

범주 {\displaystyle {\mathcal {C}}}에 대하여 다음 두 조건이 서로 동치이며, 이를 만족시키는 범주를 쌍대 완비 범주(雙對完備範疇, 영어: cocomplete category)라고 한다.
- (작은 쌍대극한의 존재) 임의의 작은 범주 {\displaystyle {\mathcal {J}}} 및 함자 {\displaystyle F\colon {\mathcal {J}}\to {\mathcal {C}}}에 대하여, {\displaystyle F}는 쌍대극한 {\displaystyle \varinjlim F}를 갖는다.
- 다음 두 조건이 성립한다.
  - (쌍대동등자의 존재) 임의의 두 사상 {\displaystyle f,g\colon X\to Y}에 대하여, 쌍대동등자 {\displaystyle \operatorname {Coeq} \{f,g\}}가 존재한다.
  - (작은 쌍대곱의 존재) 임의의 {\displaystyle {\mathcal {C}}}의 대상들의 집합 {\displaystyle S\subseteq {\mathcal {C}}}에 대하여, 쌍대곱 {\displaystyle \coprod S}가 존재한다.

범주 {\displaystyle {\mathcal {C}}}에 대하여 다음 조건들이 서로 동치이며, 이를 만족시키는 범주를 유한 완비 범주라고 한다.
- (작은 극한의 존재) 유한 개의 대상 및 유한 개의 사상을 갖는 범주 {\displaystyle {\mathcal {J}}} 및 함자 {\displaystyle F\colon {\mathcal {J}}\to {\mathcal {C}}}에 대하여, {\displaystyle F}는 극한 {\displaystyle \varprojlim F}를 갖는다.
- 다음 두 조건이 성립한다.
  - (동등자의 존재) 임의의 두 사상 {\displaystyle f,g\colon X\to Y}에 대하여, 동등자 {\displaystyle \operatorname {Eq} \{f,g\}}가 존재한다.
  - (유한 곱의 존재) 임의의 {\displaystyle {\mathcal {C}}}의 대상들의 유한 집합 {\displaystyle S\subseteq {\mathcal {C}}}에 대하여, 곱 {\displaystyle \prod S}가 존재한다.
- 다음 두 조건이 성립한다.
  - (당김의 존재) 임의의 {\displaystyle X{\xrightarrow {f}}Z{\xleftarrow {g}}Y}에 대하여, 당김 {\displaystyle X\times _{Z}Y}가 존재한다.
  - (끝 대상의 존재) 끝 대상 {\displaystyle 1\in {\mathcal {C}}}가 존재한다.
- 다음 세 조건이 성립한다.
  - (동등자의 존재) 임의의 두 사상 {\displaystyle f,g\colon X\to Y}에 대하여, 동등자 {\displaystyle \operatorname {Eq} \{f,g\}}가 존재한다.
  - (이항 곱의 존재) 임의의 {\displaystyle {\mathcal {C}}}의 두 대상 {\displaystyle X,Y\in {\mathcal {C}}}에 대하여, 곱 {\displaystyle X\times Y}가 존재한다.
  - (끝 대상의 존재) 끝 대상 {\displaystyle 1\in {\mathcal {C}}}가 존재한다.

## 성질
작은 범주에 대하여, 다음 조건들이 서로 동치이다.
- 완비 범주이다.
- 쌍대 완비 범주이다.

또한, 작은 완비 범주는 항상 얇은 범주이다. 즉, 임의의 두 대상 사이의 사상의 수는 0개 아니면 1개이다.:78, Exercise D
모든 아벨 범주는 유한 완비 범주이자 유한 쌍대 완비 범주이다.

## 예
대수 구조 다양체의 범주는 모두 완비 범주이자 쌍대 완비 범주이다. 예를 들어, 다음 범주들은 완비 범주이자 쌍대 완비 범주이다.
- 집합과 함수의 범주 {\displaystyle \operatorname {Set} }
- 군의 범주 {\displaystyle \operatorname {Grp} }
- 아벨 군의 범주 {\displaystyle \operatorname {Ab} }
- 환의 범주 {\displaystyle \operatorname {Ring} }
- 가환환의 범주 {\displaystyle \operatorname {CRing} }
- 환 {\displaystyle R}에 대하여, {\displaystyle R} 위의 왼쪽 가군들의 범주 {\displaystyle R{\text{-Mod}}}

작은 범주들의 범주 {\displaystyle \operatorname {Cat} } 역시 완비 범주이자 쌍대 완비 범주이다.
부분 순서 집합 {\displaystyle P}를 얇은 범주로 간주하였을 때, 다음 두 조건이 동치이다.
- {\displaystyle P}는 완비 범주이다.
- {\displaystyle G}는 완비 격자이다.

군 {\displaystyle G}를 하나의 대상을 갖는 범주로 간주하였을 때, 다음 두 조건이 동치이다.
- {\displaystyle G}는 완비 범주이다.
- {\displaystyle G}는 자명군이다.

### 완비 범주가 아닌 범주
체의 범주는 유한 완비 범주가 아니며, 유한 쌍대 완비 범주도 아니다. 체의 범주에서는 일반적으로 곱이나 쌍대곱이 존재하지 않는다.
모든 순서수들의 얇은 범주는 쌍대 완비 범주이지만, 끝 대상이 없으므로 완비 범주가 아니다.